# Museo della città di Ancona

Il Museo della città è ubicato  ad Ancona, nella piazza del Plebiscito, in locali che un tempo appartenevano all'ospedale medievale di San Tommaso di Canterbury e ad una pescheria ottocentesca. Il museo è stato chiuso nel 2020, in occasione della pandemia da COVID-19 e la città attende ancora la sua riapertura.

## Descrizione
Il museo si segnala per il moderno allestimento. È un museo di taglio essenzialmente didattico, che permette di conoscere la storia di Ancona dalla Preistoria sino all'Unità italiana, utilizzando plastici ricostruttivi, pannelli didattici e video tematici, ma anche alcuni reperti archeologici, opere d'arte, carte topografiche, documenti. La sua visita è complementare a quella del Museo archeologico nazionale delle Marche, che illustra con gran copia di reperti il passato di Ancona.
Si segnalano le seguenti opere:
- reperti di una tomba femminile di età ellenistica
- stele greca "di Sopatro", con bassorilievo e iscrizione
- plastico antico rappresentante la Cittadella di Ancona, realizzato da Francesco Paciotto;
- dipinti di Luigi Vanvitelli rappresentanti il Lazzaretto di Ancona e il Molo Nuovo, da lui stesso progettati.
- il plastico della città nella prima metà dell'Ottocento, di grande formato.